# Gârbova de Jos
Gârbova de Jos (en húngaro: Alsóorbó, anteriormente Gârbova Ungurească, Magyarorbó) es un pueblo del municipio de Aiud, en el transilvano distrito de Alba de Rumanía. Tenía 394 habitantes en 2011.

## Geografía
Se halla a unos 2-3 km de la orilla derecha del río Mureș, junto al río Gârbova que desemboca en él, rodeado al norte por montes boscosos y al sur por terrenos de cultivo.

## Historia
El nombre del pueblo es de origen eslavo. Tiene su origen en la palabra vЬrba, "sauce" y está relacionado con topónimos eslavos meridionales como Vrbovo. Su nombre rumano fue tomado directamente de los eslavos, ya que los pueblos por encima en el valle, Gârbova de Sus y Gârbovița son pueblos rumanos desde la Edad Media. La primera mención escrita es como Vrbo (1282), más tarde Villa Orbo en 1299, Orbow en 1332, Nagyorbo en 1505, Magyar Orbo en 1733, y Alsó Orbó en 1760-1762.
En 1282 pasó a ser propiedad del capítulo de Transilvania. Entre los siglos XIII y XV fue un centro señorial. El núcleo original del pueblo se extendía hacia el este desde su ubicación actual a lo largo de la actual carretera E81. Durante la Edad Media, era católico y, por su prefijo posterior, su nombre era húngaro. Fue destruido a principios del siglo XVII como muy tarde y reasentado con rumanos.
Perteneció al condado de Fehér, más tarde condado de Alsó-Fehér.  

## Patrimonio
- Ruinas de la iglesia reformada (inicialmente católica), edificio del siglo XIII ubicado en la calle principal, los elementos góticos de las ventanas datan del siglo XV.[5] Probablemente destruida por las tropas de Mezid bey, y reconstruida poco después por Juan Hunyadi en estilo gótico con el botín ganado a los turcos en Sibiu en 1442.
- Ruinas de una iglesia de entre los siglos XIV y XV 300 m al oeste del pueblo en el cementerio antiguo.
- La iglesia ortodoxa de madera fue construida en 1707.
- Monumento a los caídos contra el fascismo en la Segunda Guerra Mundial erigido en 1952.

## Personalidades

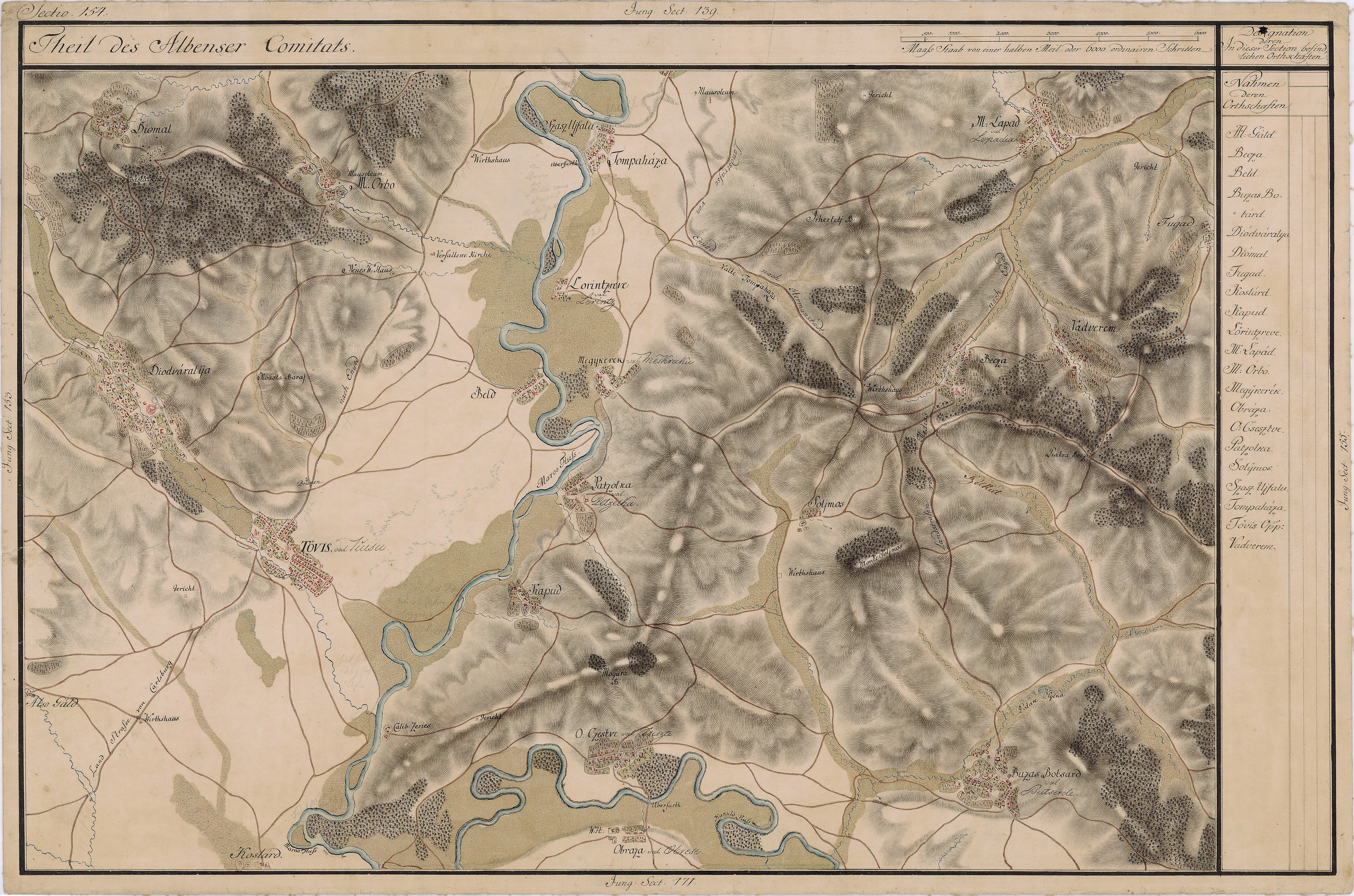
Josephinische Landaufnahme (1769-73), aparece M. Ordo.

- Laurențiu Pascu (1867-1920), diputado en la Gran Asamblea Nacional de Alba Iulia en 1918.